# ウォーニング (アルバム)
『ウォーニング』（WARNING:）は、アメリカ合衆国のメロディック・パンクバンド、グリーン・デイの6thアルバムである。グリーン・デイ第1章の終わりを告げる作品となった。
「マイノリティ」、「ウォーニング」、「ウェイティング」、「メイシーズ・デイ・パレード」の4曲がシングルカットされた。

## 収録曲
1. ウォーニング - "Warning" - 3:24
2. ブラッド・セックス・アンド・ブーズ - "Blood, Sex And Booze" - 3:33
3. チャーチ・オン・サンデイ - "Church On Sunday" - 3:18
4. ファッション・ヴァクシム - "Fashion Victim" - 2:48
5. キャスタウェイ - "Castaway" -3:52
6. ミザリー - "Misery" -5:05
7. デッドビート・ホリデー - "Deadbeat Holiday" - 3:35
8. ホールド・オン - "Hold On" - 2:56
9. ジャックアス - "Jackass" - 2:43
10. ウェイティング - "Waiting" - 3:13
11. マイノリティ - "Minority" - 2:49
12. メイシーズ・デイ・パレード - "Macy's Day Parade" - 3:34
13. ブラット (ライヴ) - "Brat (Live)" - 1:42 ※日本盤・オーストラリア盤のみ収録
14. 86 (ライヴ) - "86 (Live)" - 3:01 ※日本盤・オーストラリア盤のみ収録

## クレジット
- ビリー・ジョー・アームストロング - ボーカル、ギター 、ハーモニカ、マンドリン
- マイク・ダーント - ベースギター、コーラス 、エレクトリック・オルガン
- トレ・クール - ドラム、パーカッション、アコーディオン
- ゲイリー・ミーク - ヴァイオリン
- スティファン・ブラッドレイ - ホーン
- グリーン・デイ - プロデューサー